# Solei de la Barraca
El Solei de la Barraca, també conegut com el Solei del Barraquer, és una caseria del municipi de Castellbell i el Vilar, a la comarca catalana del Bages. És situat a la part meridional del terme, vora el límit amb Marganell i Monistrol de Montserrat. Consisteix en un disseminat de masos escampats pels contraforts septentrionals de Montserrat, vora el torrent del Tortuguer: el mas Blanc, cal Piteuet, ca la Roseta, cal Tomas, cal Pi, cal Rajoler i el mateix cal Barraquer, que dona nom a la contrada. Hi va destacar el conreu de l'olivera i hi van haver en funcionament tres molins d'oli. El 2006, al Solei de la Barraca no hi havia cap resident censat.
S'hi accedeix per un camí que comunica la Calcina amb la Bauma.